# Skrzydlów (osada)
Skrzydlów – osada w Polsce położona w województwie śląskim, w powiecie częstochowskim, w gminie Kłomnice.